# Erick Torres
Erick Torres Arias (Puerto Maldonado, 16 de mayo de 1975) es un exfutbolista peruano. Jugaba de centrocampista y se retiró de la actividad profesional a fines de 2012 jugando por Los Caimanes, de la segunda división del Perú. Actualmente dirige a ADA DE JAÉN en la Liga 2 2025.

## Trayectoria
Llegó a Sporting Cristal en 1990 formando parte del equipo juvenil. En 1991 tuvo un paso de 3 meses en el Internazionale San Borja, regresó al cuadro bajopontino y en 1994 nuevamente fue prestado a Unión Huaral, donde fue campeón de la Segunda División Peruana 1994, bajo la dirección técnica de Alberto Gallardo. 
Tras regresar a Sporting Cristal, debutó en el primer equipo en 1995 contra Universitario. El Charapa obtuvo dos títulos con el equipo: en 1995 bajo la dirección técnica de Juan Carlos Oblitas y en 1996 bajo la dirección técnica de Sergio Markarian.
Al año siguiente, con el equipo celeste, jugaría su primera Copa Libertadores de América, donde logró la mejor campaña de un equipo peruano con el subcampeonato continental de 1997.
En 1998 logra el subtítulo con el equipo celeste. El año 2002, obtuvo su cuarto campeonato con la casaquilla celeste, esta vez bajo la dirección técnica de Paulo Autuori. En el año 2003, obtiene el Torneo Apertura y, al año siguiente, obtiene el Torneo Clausura de 2004, bajo la dirección técnica de Edgardo Bauza. Jugó en el Sporting Cristal hasta fines del año 2005, cuando obtuvo su último título personal. Culminó su carrera en Los Caimanes el año 2012.

## Familia
Es hijo de Gladias Arias y Armando Torres (†); es el segundo de cuatro hermanos: Armando, Helem y Franchesca Torres. Actualmente, está casado con Glenda Núñez, llevan diecinueve años de casados y tienen cuatro hijos.

## Clubes

### Como jugador
| Club                      | País | Año       |
| ------------------------- | ---- | --------- |
| Unión Huaral              | Perú | 1994      |
| Sporting Cristal          | Perú | 1995-2005 |
| José Gálvez               | Perú | 2006      |
| Alianza Lima              | Perú | 2007      |
| Universidad César Vallejo | Perú | 2008-2010 |
| José Gálvez               | Perú | 2011      |
| Los Caimanes              | Perú | 2012      |

### Como entrenador
| Club                    | País | Año               |
| ----------------------- | ---- | ----------------- |
| ADA                     | Perú | 2014              |
| Deportivo Hualgayoc     | Perú | 2014-2016         |
| Deportivo Binacional    | Perú | 2017              |
| Coronel Bolognesi       | Perú | 2017              |
| Deportivo Garcilaso     | Perú | 2018              |
| Credicoop San Cristóbal | Perú | 2019              |
| Sport Chavelines        | Perú | 2019              |
| Alfonso Ugarte          | Perú | 2020-2021         |
| Las Palmas              | Perú | 2022              |
| Alfonso Ugarte          | Perú | 2022              |
| Ecosem Pasco            | Perú | 2023              |
| Juvenil UTC             | Perú | 2024              |
| UCV Moquegua            | Perú | 2024              |
| Deportivo Binacional    | Perú | 2024              |
| Cultural Tambillo       | Perú | 2024              |
| Miguel Grau             | Perú | 2024              |
| Cultural Volante        | Perú | 2024              |
| Deportivo Binacional    | Perú | 2025 - Actualidad |

### Como asistente técnico
| Club                      | País | Año  | Asistente de  |
| ------------------------- | ---- | ---- | ------------- |
| Universidad César Vallejo | Perú | 2013 | Víctor Rivera |

## Palmarés

### Campeonatos nacionales
| Título                    | Club             | País | Año  |
| ------------------------- | ---------------- | ---- | ---- |
| Segunda división del Perú | Unión Huaral     | Perú | 1994 |
| Primera división del Perú | Sporting Cristal | Perú | 1995 |
| Primera división del Perú | Sporting Cristal | Perú | 1996 |
| Torneo Clausura           | Sporting Cristal | Perú | 2002 |
| Campeón nacional          | Sporting Cristal | Perú | 2002 |
| Torneo Apertura           | Sporting Cristal | Perú | 2003 |
| Torneo Clausura           | Sporting Cristal | Perú | 2004 |
| Torneo Clausura           | Sporting Cristal | Perú | 2005 |
| Campeón Nacional          | Sporting Cristal | Perú | 2005 |
| Copa del Inca             | José Gálvez      | Perú | 2011 |
| Segunda división del Perú | José Gálvez      | Perú | 2011 |